# William Waller

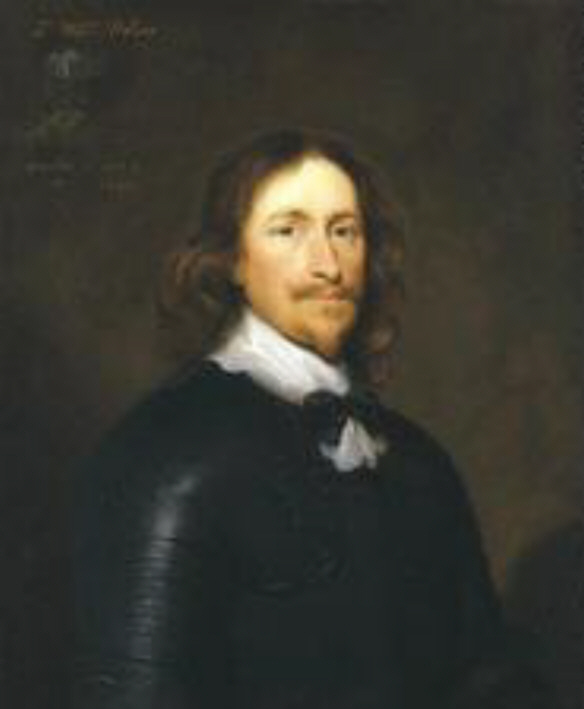
Sir William Waller, 1643

Sir William Waller (* um 1597; † 19. September 1668) war ein englischer Offizier während des Englischen Bürgerkriegs.

## Leben

### Frühes Leben
Er wurde an der Magdalen Hall in Oxford erzogen und diente in der venezianischen Armee sowie im Dreißigjährigen Krieg. Nach seiner Teilnahme am Feldzug des Earl of Oxford in die Pfalz wurde er am 20. Juni 1622 zum Knight Bachelor („Sir“) geschlagen.

### Wahl ins Parlament und frühe militärische Laufbahn
Es ist wenig über Wallers Leben bis zum Jahre 1640 bekannt. Zu diesem Zeitpunkt wurde er Parlamentsabgeordneter für den Wahlkreis Andover. Als strenger Presbyterianer und Mitglied der Opposition im Parlament wurde er auch sogleich Unterstützer der Parlamentstruppen, als der Bürgerkrieg im Jahre 1642 ausbrach.
Er bekam auch sofort ein Kommando als Oberst in der Armee und führte die Belagerung von Portsmouth im September 1642 zu einem siegreichen Ende. Im Verlauf des Jahres kommandierte er die Truppen, die Farnham, Winchester und andere strategisch wichtige Punkte im Südwesten von England einnahmen.
Zu Beginn des Jahres 1643 wurde er zum Generalmajor befördert und befehligte Militäroperationen in der Gegend von Gloucester und Bristol. Diesen ersten Feldzug im südwestlichen Kriegsschauplatz krönte er durch Siege bei Highnam und der Einnahme von Hereford.
Danach wurde er beauftragt, den Vorstoß von Sir Ralph Hopton und der westlichen königstreuen Armee zu stoppen. Obwohl er eigentlich in der Schlacht von Lansdowne (nahe Bath) geschlagen wurde, schaffte er es, Hopton in der Ortschaft Devizes einzukesseln. Mit Hilfe von Verstärkungen aus Oxford gelang es Hopton dann aber, in der Schlacht von Roundway Down (13. Juli 1643) Wallers Armee entscheidend zu schlagen.
Trotz dieser militärischen Konfrontationen waren Hopton und Waller gute Freunde und während der Kämpfe führten beide einen regen Briefwechsel. Dies war unter den Adligen der damaligen Zeit allerdings auch nicht unüblich.
Die Zerschlagung seiner Armee bei Roundway schadete dem militärischen Ansehen Wallers kaum. Allerdings wurde der Earl von Essex als Oberkommandierender kritisiert, dass er es zuließ, dass die Königstruppen aus Oxford, Waller angreifen konnten. Die Einwohner Londons, die ihm den Spitznamen „Wilhelm der Eroberer“ gegeben hatten, hoben sogar Truppen in London und Südost-England aus, um Waller eine neue Armee zur Verfügung zu stellen.
Von diesem Zeitpunkt an war Wallers Laufbahn immer mehr von Enttäuschungen geprägt. Seine neuen Truppen bestanden hauptsächlich aus lokalen Soldaten, die zwar Interesse für ihre Heimatgrafschaften aufbrachten, aber lange Märsche und Militärdienst in weit entfernten Gegenden ablehnten. Nur wenn sie selbst in Gefahr gerieten konnten man sich auf sie verlassen. Zu anderen Zeiten, wie bei der ersten Belagerung von Basing House, meuterten sie im Angesicht des Feindes, desertierten und marschierten nach Hause. Darüber konnte auch nicht ihr Mut in kritischen Situationen, wie der Überraschungsangriff bei Alton im Dezember 1643 und die Rückeroberung von Arundel im Januar 1644 hinwegtäuschen.
Waller war dagegen ein hochbegabter General, der seine Vorzüge am besten als Kommandant einer kleinen, disziplinierten regulären Armee beweisen konnten. Für diese undisziplinierten, unbezahlten Soldaten wäre dagegen eher ein Anführer wie Cromwell nötig gewesen. Dieser fehlende Mangel in Menschenführung war aber der einzige Mangel in seiner militärischen Begabung.
Unter diesen Umständen war dann auch nicht verwunderlich, dass sich die militärische Situation für ihn immer weiter verschlechterte. Obwohl er noch Hoptons zweiten Vorstoß im März 1644 bei Cheriton stoppen konnte, wurde er von König Karl I.  schließlich im Juni 1644 in der Schlacht von Cropredy Bridge entscheidend geschlagen. Sein taktischer Erfolg in der Ortschaft Speen in der folgenden zweiten Schlacht von Newbury im Oktober änderte daran auch nichts mehr. Sein letzter Feldzug führte ihn in den Westen, um Taunton zu entsetzen. Dabei unterstützte ihn Cromwell als Generalleutnant.

### Die New Model Army und spätere Laufbahn
Zu dieser Zeit herrschte in der gesamten Parlamentsarmee Konfusion, so dass sie von Grund auf reformiert werden musste. Der erste Vorschlag, eine „New Model Army“ aufzustellen kam eigentlich von William Waller, der in dieser Angelegenheit am 2. Juli 1644 das „Komitee der zwei Königreiche“ anschrieb. Gleichzeitig mit der New Model Army kam die Anweisung an die Parlamentsmitglieder ihre militärischen Kommandos niederzulegen. Waller war erfreut dieser Anweisung nachkommen zu können, da er zuvor schon um seine Entlassung gebeten hatte. Damit endete seine militärische Laufbahn.
Die Ereignisse der Jahre 1643 und 1644 hatten zusammen mit seinem strengen Presbyterianismus aus ihm aber einen verbitterten Menschen gemacht, der für stärkere Reglementierung in Staat, Armee und Kirche intolerant eintrat. Er kritisierte im Parlament und außerhalb die Militärpolitik und förderte sein eigenes religiöses System. Später unterstützte er die presbyterianischen Königstreuen in ihrem Konflikt mit dem Commonwealth und dem Protektorat. Mehrfach wurde er zwischen 1648 und 1659 in Haft genommen.

### Nachkriegszeit und Tod
In späteren Jahren beteiligte sich Waller an den Verhandlungen um die Wiedereinsetzung von Karl II. zum König von England und wurde wieder ins House of Commons gewählt. Er saß im „Convention Parlament“ aber nur kurze Zeit und zog sich danach aus der Politik zurück. Er starb am 19. September 1668.